# Éva Székely
Éva Székely, madžarska plavalka, * 3. april 1927, Budimpešta, † 29. februar 2020, Budimpešta.
Za Madžarsko je na Poletnih olimpijskih igrah v Helsinkih leta 1952, osvojila zlato, na igrah leta 1956 pa še srebro. Poleg tega je šestkrat postavila svetovni rekord in osvojila 44 naslovov madžarske državne prvakinje. Leta 1953 je postavila prvi svetovni rekord na 400 m v mešani tehniki.